# Tybjerg Sogn
Tybjerg Sogn er et sogn i Næstved Provsti (Roskilde Stift).
I 1895 blev Tybjerg Sogn anneks til Aversi Sogn. Aversi dannede sin egen sognekommune, og Tybjerg gik sammen med Herlufmagle Sogn. Deres sognekommune blev senere delt, så hvert sogn dannede sin egen sognekommune. Alle 3 sogne hørte til Tybjerg Herred i Præstø Amt. I 1963 dannede de 3 sognekommuner Herlufmagle-Tybjerg Kommune. Den blev ved kommunalreformen i 1970 indlemmet i Suså Kommune, der ved strukturreformen i 2007 indgik i Næstved Kommune.
I Tybjerg Sogn ligger Tybjerg Kirke.
I sognet findes følgende autoriserede stednavne:
- Bankehuse (bebyggelse)
- Hjelmsølille (bebyggelse, ejerlav)
- Hjelmsølille Bakker (areal, bebyggelse)
- Hæggerup (bebyggelse, ejerlav)
- Klintsmark (bebyggelse)
- Krogsø (bebyggelse)
- Nørregårde (bebyggelse)
- Orup (bebyggelse, ejerlav)
- Stavnehuse (bebyggelse)
- Svalebæk (bebyggelse)
- Tybjerg (bebyggelse, ejerlav)
- Tybjerg Skov (areal)
- Tybjerggård (ejerlav, landbrugsejendom)
- Tybjerglille (bebyggelse, ejerlav)
- Tybjerglille Bakker (bebyggelse)